# 120 mm armata mle 1878 De Bange
Armata 120 mm mle 1878 De Bange (Canon de 120 mm L modèle 1878) – francuska armata oblężnicza, skonstruowana przez Charles’a de Bange’a, wykorzystywana przez armię francuską w czasie I wojny światowej. Mimo przestarzałej konstrukcji, trafiła na wyposażenie armii innych krajów, w tym Polski, a armia fińska używała tych dział jeszcze w czasie II wojny światowej.
Armata wz. 1878 był jedną z serii dział konstrukcji Charles’a de Bange’a, wykorzystujących uszczelniacz jego pomysłu, umożliwiający użycie silnych ładunków prochowych w dziale z zamkiem śrubowym. Armaty de Bange’a nie posiadały oporopowrotnika i po każdym wystrzale odrzut odtaczał je do tyłu. Konieczność wtoczenia armaty na stanowisko obniżała celność i szybkostrzelność, dlatego też zostały wyparte przez nowocześniejsze działa Schneidera. Po wybuchu I wojny światowej, wysokie straty w artylerii francuskiej i zbyt mała siła niszcząca dział kalibru 75 mm zmusiła Francuzów do użycia armat zmagazynowanych jako przestarzałe.
Mimo przestarzałej konstrukcji, armaty De Bange wz. 1878 miały swoje zalety: wystrzeliwały osiem rodzajów pocisków (burzące, zapalające, chemiczne, szrapnele) o masie 18–20 kg i dużej sile rażenia, na skuteczny dystans 8–10 km i maksymalny ponad 12 km; były proste w budowie; zamek z uszczelniaczem pozwalał na wykorzystanie ładunków miotających w woreczkach, bez użycia łusek, co oszczędzało deficytowe metale, zwłaszcza miedź.
Dla osłabienia odrzutu używano specjalnych platform z wbudowanym oporopowrotnikiem lub nakładek na koła, czyli okoli. Armaty holowano sześciokonnym zaprzęgiem, drugi taki zaprzęg holował jaszcz amunicyjny. Działa te tworzyły dywizjony artylerii ciężkiej będące w dyspozycji każdej armii.
Po I wojnie światowej 48 armat wz. 1878 trafiło do Polski wraz z Armią generała Hallera. Służyły w 1 Pułku Artylerii Ciężkiej, aż do zastąpienia ich przez moździerze wz. 32. W latach 1931–1934 przebudowano je, osadzając lufy na łożach rosyjskich haubic, tworząc armatę wz. 1878/09/31. Innymi użytkownikami dział wz. 1878 były Finlandia (która użyła ich w wojnie kontynuacyjnej), Rumunia i Serbia.
Zachowany egzemplarz armaty wz. 1878 znajduje się w Narodowym Muzeum Wojskowym (Muzeul Militar Național) w Bukareszcie. Dwie armaty stoją na terenie Cytadeli Warszawskiej przy Bramie Żoliborskiej przed 1977 armaty stały przed koszarami w Górze Kalwarii.

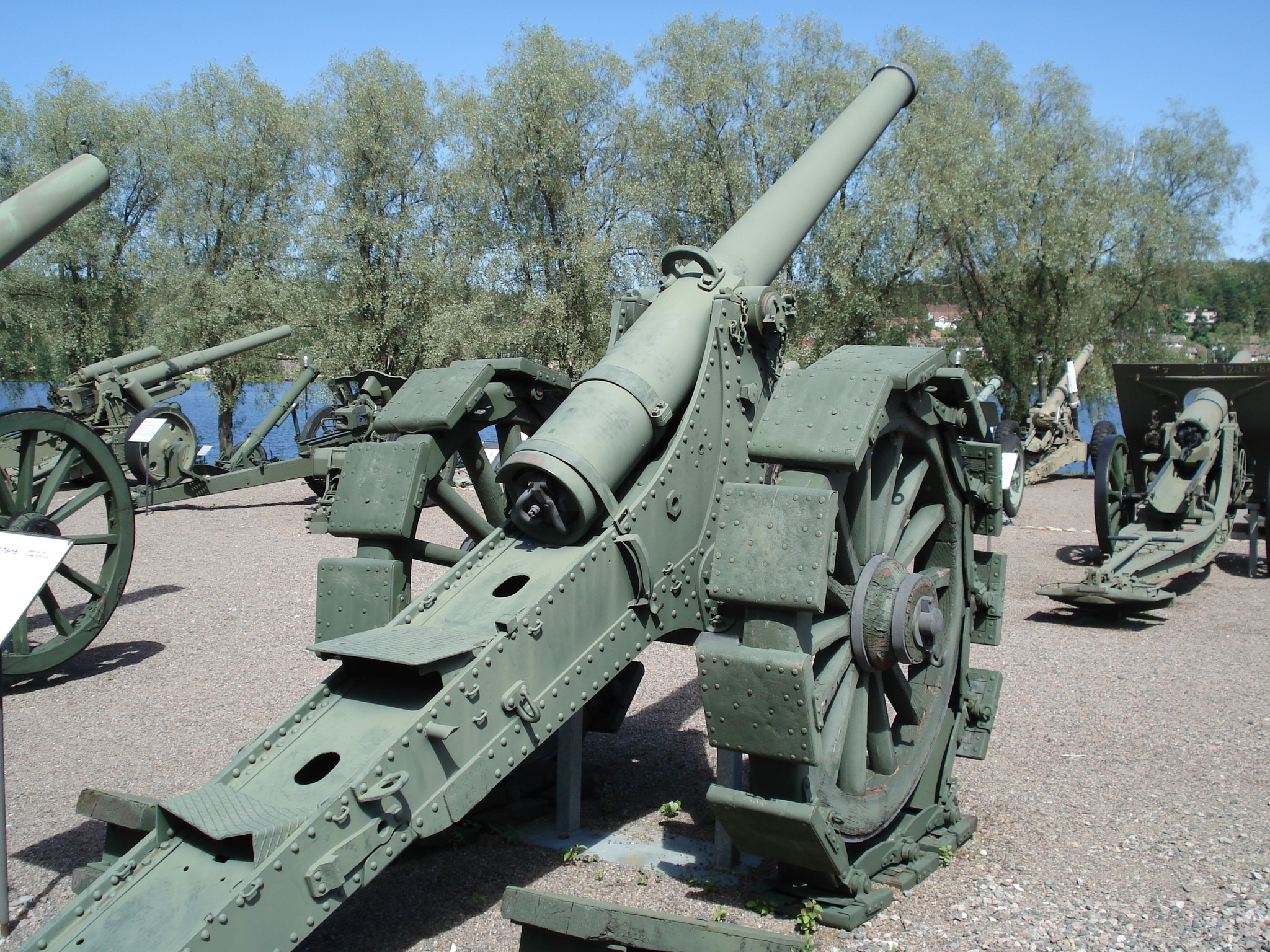
Armata wz. 1878 z osłabiającym odrzut nakładkami na koła
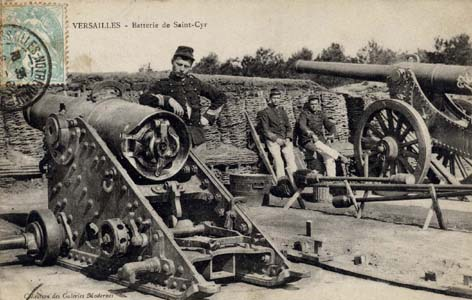
Moździerz De Bange 220 mm i armata wz. 1878, pocztówka z epoki
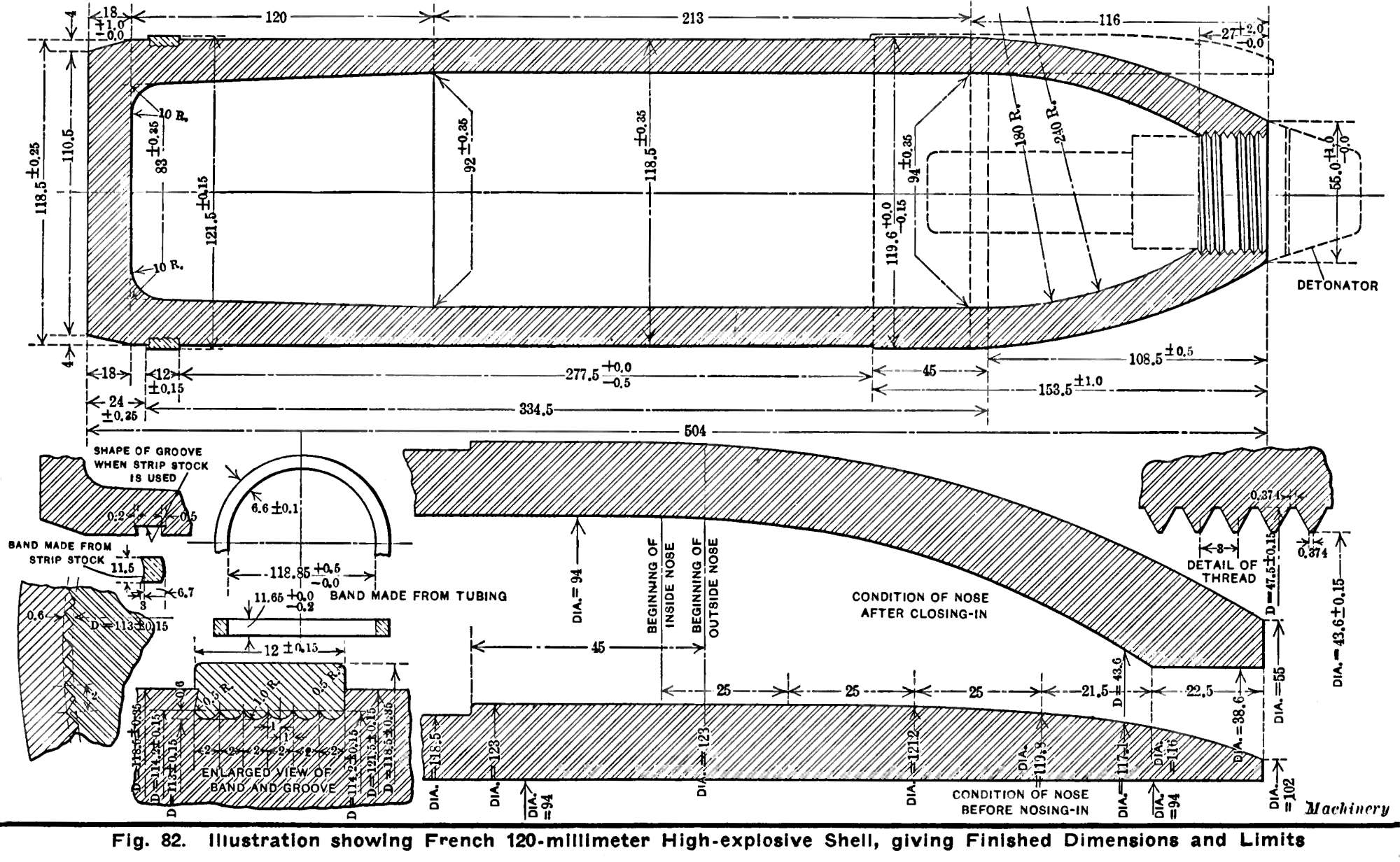
Przekrój francuskiego granatu burzącego